# (468352) 2016 EB136
(468352) 2016 EB136 es un asteroide perteneciente al cinturón de asteroides, descubierto el 5 de abril de 2000 por el equipo Spacewatch desde el Observatorio Nacional de Kitt Peak (Arizona, Estados Unidos).